# Johnny Forsman
Johnny Forsman, folkbokförd John Evert Forsman, född 24 oktober 1926 i Maria Magdalena församling i Stockholm, död 18 augusti 2007 i Söderköping, var en svensk musikant på dragspel och piano samt orkesterledare.
På 1940-talet var Forsman ersättare för Arne Söderberg i radioserien Vårat gäng.
Under 1950-talet drev Forsman gruppen Johnny Svängmans showband (ibland Johnny Swängmans showband) som i övrigt bestod av Casper Hjukström, Anders Dahl, Rolf Larsson, Anders Windestam, Sven Liljegren och Kurt Falk. En av de mest kända låtarna med dem är Skinnknuttarnas hjulafton (ibland Skinnknuttarnas visa) som är ett potpurri av kända julsånger, men med delvis ny text med "knuttetema", skriven av Sven Paddock.
Han var gift sedan 1948 med sångerskan Ulla Andersson (född 1928) som även medverkade på några av skivorna.

## Diskografi
- 1954 -  Skinnknuttarnas visa/Vi bor på landet
- 1957 - Spik-Johans jazzkapell/Skinnknuttarnas hjulafton (inspelad 1956 men utgiven 1957)
- 1957 - Min gondoljär/ Min blåaste blues
- 1957 - Min gondoljär/Min blåaste blues/Tobakshandlarvisa/Postkickorna